# Егоров, Юрий Андрианович
Юрий Андрианович Егоров — советский хозяйственный и политический деятель.

## Биография
Родился в 1927 году в Подольске. Член КПСС.
В 1942—1958 гг. — рабочий-слесарь, мастер смены, мастер цеха, начальник смены, начальник цеха Подольского машиностроительного завода имени Орджоникидзе.
В 1959—1963 гг. — председатель Подольского горисполкома.
В 1963—1973 гг. — секретарь парткома Завода имени Орджоникидзе.
В 1973—1994 гг. — директор Подольского аккумуляторного завода.
Заслуженный машиностроитель РСФСР.
Почётный гражданин города Подольска (04.04.1996)
Умер в 2003 году в Подольске.

## Награды
- Орден Ленина (дважды)
- Орден Октябрьской Революции
- Орден Трудового Красного Знамени (дважды)
- Орден Знак Почёта